# 손준호 (축구 선수)
손준호(孫準浩, 1992년 5월 12일~)는 대한민국의 축구 선수로, 포지션은 중앙 미드필더, 수비형 미드필더이다. 현재 K리그2의 충남 아산 FC와 대한민국 축구 국가대표팀에서 활동하고 있다.

## 어린 시절
경상북도 영덕군에서 태어난 손준호는 포항제철중학교 3학년 때 2007년 추계연맹전 우승을 이끌어내며 대회 최우수선수에 선정되었고 포항제철고등학교 3학년 때는 2010년 백록기 축구대회 우승을 이끈 활약을 인정받아 대회 최우수선수에 선정되었다.

## 구단 경력

### 포항 스틸러스
2011 K리그 드래프트에서 포항 스틸러스에 지명되었다가 2013년 영남대학교 축구부의 U리그 우승을 이끌면서 대회 최우수선수에 선정되었고 이듬해인 2014년 포항 스틸러스에 입단하며 프로에 전격 입문했다.
프로 입문 후 전북 현대 모터스와의 2014년 K리그1 4라운드 원정 경기에서 프로 데뷔전을 치른 뒤 사흘 후 열린 김천 상무의 전신 상주 상무와의 5라운드 홈 경기에서 프로 데뷔골을 터뜨리며 팀의 4-2 승리에 기여했으며 이후 2017 시즌까지 공식전 115경기 16골을 터뜨리며 2014년 K리그1 4위, 2014년 AFC 챔피언스리그 8강 진출에 기여하는 등 4시즌동안 포항의 주축 미드필더로서 꾸준한 활약을 펼쳤다.

### 전북 현대 모터스
2018 시즌을 앞두고 자신의 프로 데뷔전 상대였던 전북 현대 모터스와 4년 계약을 맺고 이적한 뒤 2020 시즌까지 공식경기 109경기 출전 14득점을 기록하면서 리그 3회 연속 우승, 2020년 FA컵 우승을 달성했다.

### 산둥 타이산
손준호는 2020 시즌을 마친 후 중국 슈퍼리그의 강호 산둥 타이산으로 이적했다. 손준호는 산둥 타이산 소속으로 공식경기 56경기 출전 5득점을 기록하며 중국 슈퍼리그 2021 우승, 중국 슈퍼리그 2022 준우승, 중국 FA컵 2연패(2021, 2022), 중국 FA 슈퍼컵 2023 준우승을 달성했다.

### 건융 FC
2023년 5월 중화인민공화국 공안부에 의해 구금되었던 손준호는 2024년 3월 25일 석방되어 대한민국으로 복귀한 후 4월 22일 K5리그의 건융 FC에 입단했다.

### 수원 FC
2024년 6월 14일, 손준호는 서울 건융 FC에서 K리그1의 수원 FC로 이적했다. 그는 처음에는 친정구단 전북 현대 모터스로 이적하려고 했으나 6월 13일 이적 협상이 결렬되었고 이후 수원 FC의 이적 제안을 받아 수원 FC로 이적했다.
2024년 9월 10일 중국 축구 협회가 손준호에 승부조작 혐의로 영구 제명 징계를 내리고 이를 국제 축구 연맹과 아시아 축구 연맹에 보고한 지 3일 뒤, 수원 FC는 9월 13일 손준호와 상호 합의 하에 계약을 해지했다.

### 충남 아산
손준호는 2025년 1월 24일 국제 축구 연맹이 중국 축구 협회의 손준호에 대한 징계 요청을 기각하며 중화인민공화국을 제외한 나라들에서 축구 선수 경력을 재개할 수 있게 되었다. 그는 2025년 2월 5일 K리그2의 충남 아산 FC에 입단했다.

## 국가대표팀 경력
2014년 8월 14일 발표된 2014 아시안 게임에 출전하는 U-23 대표팀 최종 엔트리에 이름을 올렸고, 28년 만의 금메달 획득에 기여하였다.
2018년 1월 15일 터키 전지훈련을 앞두고 대한민국 대표팀에 발탁이 되어 생애 처음으로 신태용호에 첫 승선했다. 2018년 1월 27일 몰도바전에서 김성준과 교체 투입되어 A매치 데뷔전을 가지게 되었다.

## 개인사
손준호는 포항 시절부터 함께한 김승대가 자신의 여동생과 결혼함으로써 김승대와 한 식구가 되었다. 또한 현재 싱가포르 축구 국가대표팀의 핵심 미드필더로 활약 중인 송의영과는 인천남동초등학교 선후배 지간이기도 하다. 같은 축구 선수 이자  같은 1992년생인 손흥민과 동갑내기친구 이자 절친이라고 동영상에서 보여주고 있는중이다.
그리고 만약에 은퇴를 하게 돼면 종합격투기 선수에도 도전을 하고 싶다고 전했다.
손준호는 중국에 이적 후에도 자신이 몸담았던 축구팀인 전북 현대 모터스에 대한 애정과 사랑을 꾸준히 표현하고 있다.
손준호는 어린시절 부터 FC 바이에른 뮌헨의 서포터즈였고 특히 바스티안 슈바인슈타이거의 팬이었다고 한다.

### 중국 공안 체포 및 구속
2023년 5월 12일에 산둥 타이산 소속으로 뛰고 있던 손준호가 상하이 훙차오 국제공항에서 가족들과 함께 대한민국으로 출국하려던 도중에 중국 공안 당국에 체포되었다. 이어 5월 15일에는 손준호가 하오웨이 산둥 타이산 감독의 승부조작 혐의와 관련하여 중국 랴오닝성 공안 당국에 구금되어 조사를 받은 사실이 확인되었다.
왕원빈 중화인민공화국 외교부 대변인은 2023년 5월 16일에 가진 브리핑에서 "대한민국 국적을 가진 손준호가 중국 랴오닝성 공안 당국으로부터 비국가공작인원 수뢰죄 혐의로 형사 구류를 받은 사실을 파악했다. 중국은 법치 국가이기 때문에 해당 사건을 법률에 따라 처리하고 있으며, 사건 당사자에게 합법적인 권익을 보장하고 있다. 랴오닝성 공안 당국은 주선양 대한민국 총영사관에 영사 통보를 했고, 대한민국 총영사관 직원들의 영사직 수행에 관한 편의를 제공할 예정이다."고 밝혔다. 이에 대해 손준호 선수의 에이전트는 손준호가 승부조작이 아닌 뇌물 수수에 연루되었기 때문에 중국 공안 당국의 조사를 받고 있다고 해명했다.
이후 중국 슈퍼 리그의 승부 조작과 관련해서 산둥 루넝 타이산 감독인 하오웨이, 진징다오, 친성, 쑨스린, 주젠룽, 궈톈위 등과 함께 연루되면서 사법 당국에 구금되었다.
손준호는 중국 공안으로부터 구금된 지 10개월이 지난 2024년 3월 25일 공안으로부터 석방되어 중화인민공화국을 떠나 대한민국으로 돌아왔다.

## 통산 기록

### 구단
2023년 5월 10일 기준
| 클럽             | 시즌 | 리그 | 리그 | FA컵 | FA컵 | 대륙 대회 | 대륙 대회 | 기타 | 기타 | 통산 | 통산 |
| 클럽             | 시즌 | 출장 | 득점 | 출장 | 득점 | 출장      | 득점      | 출장 | 득점 | 출장 | 득점 |
| ---------------- | ---- | ---- | ---- | ---- | ---- | --------- | --------- | ---- | ---- | ---- | ---- |
| 포항 스틸러스    | 2014 | 25   | 1    | 2    | 0    | 7         | 1         | -    | -    | 34   | 2    |
| 포항 스틸러스    | 2015 | 35   | 9    | 3    | 0    | -         | -         | -    | -    | 38   | 9    |
| 포항 스틸러스    | 2016 | 4    | 0    | 0    | 0    | 2         | 1         | -    | -    | 6    | 1    |
| 포항 스틸러스    | 2017 | 35   | 4    | 1    | 0    | -         | -         | -    | -    | 36   | 4    |
| 전북 현대 모터스 | 2018 | 30   | 4    | 2    | 1    | 7         | 1         | -    | -    | 39   | 6    |
| 전북 현대 모터스 | 2019 | 31   | 5    | 1    | 0    | 7         | 0         | -    | -    | 39   | 5    |
| 전북 현대 모터스 | 2020 | 25   | 2    | 3    | 1    | 1         | 0         | -    | -    | 29   | 3    |
| 산둥 타이산      | 2021 | 21   | 4    | 6    | 0    | 0         | 0         | -    | -    | 27   | 4    |
| 산둥 타이산      | 2022 | 19   | 0    | 4    | 1    | 0         | 0         | -    | -    | 23   | 1    |
| 산둥 타이산      | 2023 | 6    | 0    | 0    | 0    | 0         | 0         | 1    | 0    | 7    | 0    |
| 통산             | 통산 | 231  | 29   | 24   | 3    | 25        | 3         | 1    | 0    | 281  | 35   |

## 배우자
- 김나현 (2018년 ~ 현재)

## 수상 내역

### 구단
포항 스틸러스
- K리그1 : 4위 (2014)

전북 현대 모터스
- K리그1 : 우승 (2018, 2019, 2020)
- FA컵 : 우승 (2020)

 산둥 타이산
- 중국 슈퍼리그 : 우승 (2021), 준우승 (2022)
- 중국 FA컵 : 우승 (2021, 2022)
- 중국 FA 슈퍼컵 : 준우승 (2023)

### 국가대표팀
대한민국 U-23
- 아시안 게임 : 금메달 (2014)

 대한민국
- EAFF E-1 풋볼 챔피언십 : 우승 (2019)

### 개인
- 2007년 대한축구협회 축구인의 날 중등부 최우수선수상
- 2010년 제18회 백록기 전국 고등학교 축구대회 MVP
- 2013년 춘계대학축구연맹전 우수선수상
- 2013년 U리그 MVP
- 2017년 K리그 클래식 도움상
- K리그1 베스트 11 미드필더 부문: 2020
- K리그1 MVP: 2020